# Edge-Driven Convection
Das Modell der Edge-Driven Convection (zu deutsch in etwa Plattenrand-Konvektion) stellt eine mögliche Erklärung für das Auftreten von tomographischen Anomalien dar. Es geht von räumlich relativ kleinen Konvektionszellen im oberen Erdmantel aus, wo alte Kontinente (Kratone) passiv an (wesentlich jüngere) ozeanische Kruste grenzen. 
Ursache für diese Konvektion sind zum einen in den unterschiedlichen Temperaturen des oberen Erdmantels zu suchen, welche wiederum vom stark unterschiedlichen Alter der Lithosphäre verursacht wird, zum anderen spielt die Natur der Mantelübergangszone eine Rolle, welche hier verhindert, dass Materialtransport aus tieferen Mantelregionen stattfindet. Der obere Erdmantel unter alten Kontinenten ist in der Regel bereits stark abgekühlt, während der obere Erdmantel unter der ozeanischen Lithosphäre heißer ist, wodurch eine Konvektion entstehen kann. Diese Konvektionsdynamik lässt sich gut mit Computermodellen rekonstruieren. Da es sich um ein letztlich durch die Lithosphäre verursachtes Phänomen der Plattentektonik handelt, spricht man auch von einem „top-down“, also von der obersten Schicht nach unten wirkendes Element. Dieses Modell kann vor allem bei der Entstehung bestimmter geochemischer Muster, wie sie beispielsweise bei den Kanarischen Inseln auftreten, relativ einfach erklären. Strittig ist, inwiefern es möglich ist, dass ein solches Element alleine einen Hotspot erklären kann.